# Мойменьга
Мойменьга (Майменга) — река в России, протекает в Сямженском районе Вологодской области. Устье реки находится в 171 км по левому берегу реки Кубена. Длина реки составляет 20 км. В 4 км от устья по левому берегу принимает реку Сига.
Мойменьга берёт исток в болотах в 2 км к северо-востоку от посёлка Ширега, в верхнем течении протекает через этот посёлок. Далее течёт на юго-запад и запад по заболоченной, лесной, ненаселённой местности. Рядом с устьем Мойменьги в Кубену стоят деревни Пигилинская и Давыдовская (Сельское поселение Ногинское). Крупнейший приток — Сига (левый).

## Данные водного реестра
По данным государственного водного реестра России относится к Двинско-Печорскому бассейновому округу, водохозяйственный участок реки — озеро Кубенское и реки Сухона от истока до Кубенского гидроузла, речной подбассейн реки — Сухона. Речной бассейн реки — Северная Двина.
По данным геоинформационной системы водохозяйственного районирования территории РФ, подготовленной Федеральным агентством водных ресурсов:
- Код водного объекта в государственном водном реестре — 03020100112103000005603
- Код по гидрологической изученности (ГИ) — 103000560
- Код бассейна — 03.02.01.001
- Номер тома по ГИ — 03
- Выпуск по ГИ — 0